# معاذ فقیهی
معاذ فقیهی (انگلیسی: Muath Faqeehi؛ زادهٔ ۳۰ مهٔ ۲۰۰۲) بازیکن فوتبال اهل عربستان سعودی است.